# Tanja Reichert
Tanja Reichert (* 19. September 1980 in Vancouver) ist eine kanadische Schauspielerin.

## Leben und Leistungen
Reichert debütierte als Teenager in zwei Folgen der Fernsehserie Breaker High (1997). Im gleichen Jahr war sie im Fernsehfilm The Christmas List an der Seite von Mimi Rogers zu sehen. Im für das Fernsehen produzierte Actionfilm Storm Chasers: Revenge of the Twister (1998) spielte sie neben Kelly McGillis eine der größeren Rollen. Im Fernsehthriller Verraten – Eine Frau auf der Flucht (1998) trat sie in einer größeren Rolle neben Kate Jackson, Joanna Pacuła und Joan Collins auf.
Im Actionthriller Angst über den Wolken (1999) mit Hannes Jaenicke und Jaclyn Smith verkörperte Reichert eine Flugbegleiterin. Ein Jahr später trat sie in der Komödie Scary Movie als Miss Congeniality auf. In den Jahren 2001 und 2002 übernahm sie in der Fernsehserie Relic Hunter – Die Schatzjägerin die Rolle der Sekretärin der Geschichtsprofessorin Sydney Fox (Tia Carrere). In der Horrorkomödie Club Mad (2004) war sie neben Bill Paxton zu sehen. In der Fernsehserie Wicked Wicked Games verkörperte sie von 2006 bis 2007 erneut eine Sekretärin.
Reichert lebt in Los Angeles und in Vancouver.

## Filmografie (Auswahl)
- 1997: Verzauberte Weihnachten (The Christmas List, Fernsehfilm)
- 1998: Terror im Weißen Haus (Loyal Opposition)
- 1998: Storm Chasers – Im Auge des Sturms (Storm Chasers: Revenge of the Twister, Fernsehfilm)
- 1998: Verraten – Eine Frau auf der Flucht (Sweet Deception, Fernsehfilm)
- 1998: Teuflische Engel – Sie kriegen euch auch noch (Perfect Little Angels, Fernsehfilm)
- 1998: Der Preis der Begierde (Fatal Affair)
- 1999: Angst über den Wolken (Free Fall)
- 1999: Symphonie des Todes (Requiem for Murder)
- 1999: Du entkommst mir nicht (Don't Look Behind You, Fernsehfilm)
- 2000: Der Kuss der Killerin (Revenge)
- 2000: Scary Movie
- 2000: Sanctimony – Auf mörderischem Kurs (Sanctimony)
- 2001: Hals über Kopf (Head Over Heels)
- 2001: The Meeksville Ghost
- 2001: HRT (Fernsehfilm)
- 2001–2002: Relic Hunter – Die Schatzjägerin (Relic Hunter, Fernsehserie, 22 Episoden)
- 2003: Natürlich blond 2 (Legally Blonde 2: Red, White & Blonde)
- 2004: Club Mad (Club Dread)
- 2005: Bad Girls from Valley High
- 2005: Kiss Kiss, Bang Bang (Kiss Kiss Bang Bang)
- 2006: Bottoms Up
- 2006: The Iron Man
- 2006–2007: Wicked Wicked Games (Fernsehserie, 44 Episoden)
- 2008: Green Flash
- 2009: The L Word – Wenn Frauen Frauen lieben (The L Word, Fernsehserie, 1 Episode)
- 2009: 2 Dudes and a Dream
- 2009: Psych (Fernsehserie, 1 Episode)
- 2010: Elevator Girl (Fernsehfilm)